# شعاع هیدرودینامیکی
شعاع هیدرودینامیکی یک ماکرومولکول یا ذره کلوییدی Rhyd است. ماکرومولکول یا ذره کلوییدی مجموعه‌ای از N ذره است. این معمولاً برای پلیمرها انجام می‌شود سپس ذرات واحدهای پلیمر خواهند بود. شعاع هیدرودینامیکی تعریف می‌شود با:
{\displaystyle {\frac {1}{R_{\rm {hyd}}}}\ {\stackrel {\mathrm {def} }{=}}\ {\frac {1}{2N^{2}}}\left\langle \sum _{i\neq j}{\frac {1}{r_{ij}}}\right\rangle }
شعاع هیدرودینامیکی نظری در ابتدا توسط جان گمبل کرکوود از شعاع استوکس یک پلیمر برآورده شده بود، و برخی از منابع هنوز شعاع هیدرودینامیکی را مترادف با شعاع استوکس در نظر می‌گیرند. توجه داشته باشید که در بیوفیزیک، شعاع هیدرودینامیکی به شعاع استوکس یا معمولاً به شعاع ظاهری استوکس به دست آمده از کروماتوگرافی اندازه‌ای اشاره دارد. شعاع هیدرودینامیکی نظری در مطالعه خواص دینامیکی پلیمرهای متحرک در یک حلال به وجود می‌آید. اغلب از نظر بزرگی شبیه شعاع چرخش است.

## کاربرد در آئروسل‌ها
تحرک ذرات آئروسل غیرکروی را می‌توان با شعاع هیدرودینامیکی توصیف کرد. در حد پیوسته، جایی که میانگین مسیر آزاد ذره در مقایسه با مقیاس طول ذره ناچیز است، شعاع هیدرودینامیکی به عنوان شعاع تعریف می‌شود که همان مقدار نیروی اصطکاک را می‌دهد. Fd مانند کره‌ای با آن شعاع است، یعنی:
{\displaystyle {\boldsymbol {F}}_{d}=6\pi \mu R_{hyd}{\boldsymbol {v}}}
جایی که {\displaystyle \mu } ویسکوزیته سیال اطراف است و {\displaystyle {\boldsymbol {v}}} سرعت ذره است. این مشابه شعاع استوکس است، اما این درست نیست زیرا مسیر آزاد متوسط با مشخصه مقیاس طول ذرات قابل مقایسه می‌شود. یک ضریب تصحیح به گونه‌ای معرفی می‌شود که اصطکاک در کل رژیم صحیح است.
همان‌طور که اغلب اتفاق می‌افتد برای ضریب تصحیح کانینگهام {\displaystyle C} به کار می‌رود:
{\displaystyle {\boldsymbol {F}}_{d}={\frac {6\pi \mu R_{hyd}{\boldsymbol {v}}}{C}},\quad {\text{    }}\quad C=1+{\text{Kn}}(\alpha +\beta {\text{e}}^{\frac {\gamma }{\text{Kn}}})}
جایی که {\displaystyle {\text{ }}\gamma ,\beta ,\alpha }توسط میلیکان محاسبه شد به ترتیب : 1.234 ، 0.414 و 0.876 .